# HMS Ivanhoe (D16)
Pour les autres navires du même nom, voir HMS Ivanhoe.
Le HMS Ivanhoe est un destroyer de classe I construit pour la Royal Navy à la fin des années 1930.
Sa quille est posée le 6 février 1936 au chantier naval Yarrow Shipbuilders à Scotstoun (district de Glasgow), en Écosse. Il est lancé le 11 février 1937 et mis en service le 24 août 1937. À compter du 23 novembre 1938, il est sous le commandement du commander Basil Jones.

## Historique
Pendant la guerre civile espagnole de 1936-1939, le navire participe au blocus des armes imposé par la Grande-Bretagne et la France au sein de la flotte méditerranéenne. Avant le début de la Seconde Guerre mondiale, le navire est modifié pour pouvoir emporter des mines, nécessitant le retrait d'une partie de son armement. Lorsque la guerre éclate, l'Ivanhoe est transféré au commandement des atterrages occidentaux au cours duquel il prend part à la destruction du sous-marin allemand U-45 en octobre 1939, en compagnie de ses sisters-ships Inglefield, Intrepid et Icarus. Transformé en mouilleur de mines, il subit une refonte en novembre-décembre et pose des champs de mines dans les eaux côtières allemandes ainsi que des champs de grenades anti-sous-marine au large des côtes britanniques jusqu'à sa reconversion en destroyer en février 1940. Cependant, quelques mois plus tard, il reprend sa fonction de guerre des mines et participe à la campagne de Norvège en avril 1940 au cours duquel il pose plusieurs champs de mines au large des côtes néerlandaises lors de la bataille des Pays-Bas en mai. Le navire participe à l'évacuation de Dunkerque et est gravement endommagé par un avion allemand le 1er juin. Après ses réparations, le navire reprend ses fonctions et lors de sa première mission le 1er septembre 1940, il touche une mine allemande en mer du Nord à environ 40 milles marins au nord-est de l'île de Texel, aux Pays-Bas. Irrécupérable, le destroyer est sabordé plus tard dans la journée par le Kelvin, à la position géographique 53° 26′ 42″ N, 3° 45′ 24″ E.